# Esofagitis eosinofílica
L'esofagitis eosinofílica (EEo) és una esofagitis (inflamació de l'esòfag) al·lèrgica que implica els eosinòfils. En individus sans, l'esòfag normalment no té eosinòfils. A l'EEo, els eosinòfils migren a l'esòfag en gran nombre. Quan es menja un aliment desencadenant, els eosinòfils contribueixen al dany i la inflamació dels teixits. Els símptomes inclouen dificultat per empassar (fins i tot amb obstrucció per una bola d'aliments), vòmits i cremor.
L'esofagitis eosinofílica es va descriure per primera vegada en nens, però també es produeix en adults. Aquesta malaltia no es coneix bé, però l'al·lèrgia alimentària pot tenir un paper important. El tractament pot consistir en l'eliminació dels desencadenants coneguts o sospitosos i una medicació per suprimir la resposta immunitària. En casos greus, pot ser necessari augmentar el pas de l'esòfag amb un procediment d'endoscòpia.
Tot i que el coneixement sobre l'EEo ha augmentat ràpidament, el diagnòstic d'EEo pot ser un repte perquè els símptomes i les troballes histopatològiques no són específics.